# Södra Hammarbyhamnen
Södra Hammarbyhamnen (Hammarby sjöstad) är en stadsdel i sydöstra delen av Stockholms innerstad som var ett tidigare industriområde. Det är en stadsdel i Södermalms stadsdelsområde i Stockholms kommun, då stadsdelen ingår i  Stockholms Sofia distrikt räknas den av kommunen formellt till innerstaden, trots att den ligger på södra och östra sidan av Hammarby sjö. Den gränsar till stadsdelarna Södermalm, Årsta, Johanneshov, Hammarbyhöjden, Björkhagen samt Tallbacken, Alphyddan, Henriksdal och Danviken i Nacka kommun.
Stadsdelen består av basområdena Danviksklippan, Luma, Mårtensdal och Sickla udde.
Den högsta punkten är Henriksdalsberget topp, 57 meter över havet. 
Sedan stadsdelen omvandlats från industri- och hamnområde till bostadsområde används det officiella namnet Södra Hammarbyhamnen alltmer sällan. Många använder istället namnet Hammarby sjöstad eller bara Sjöstaden.

## Historia

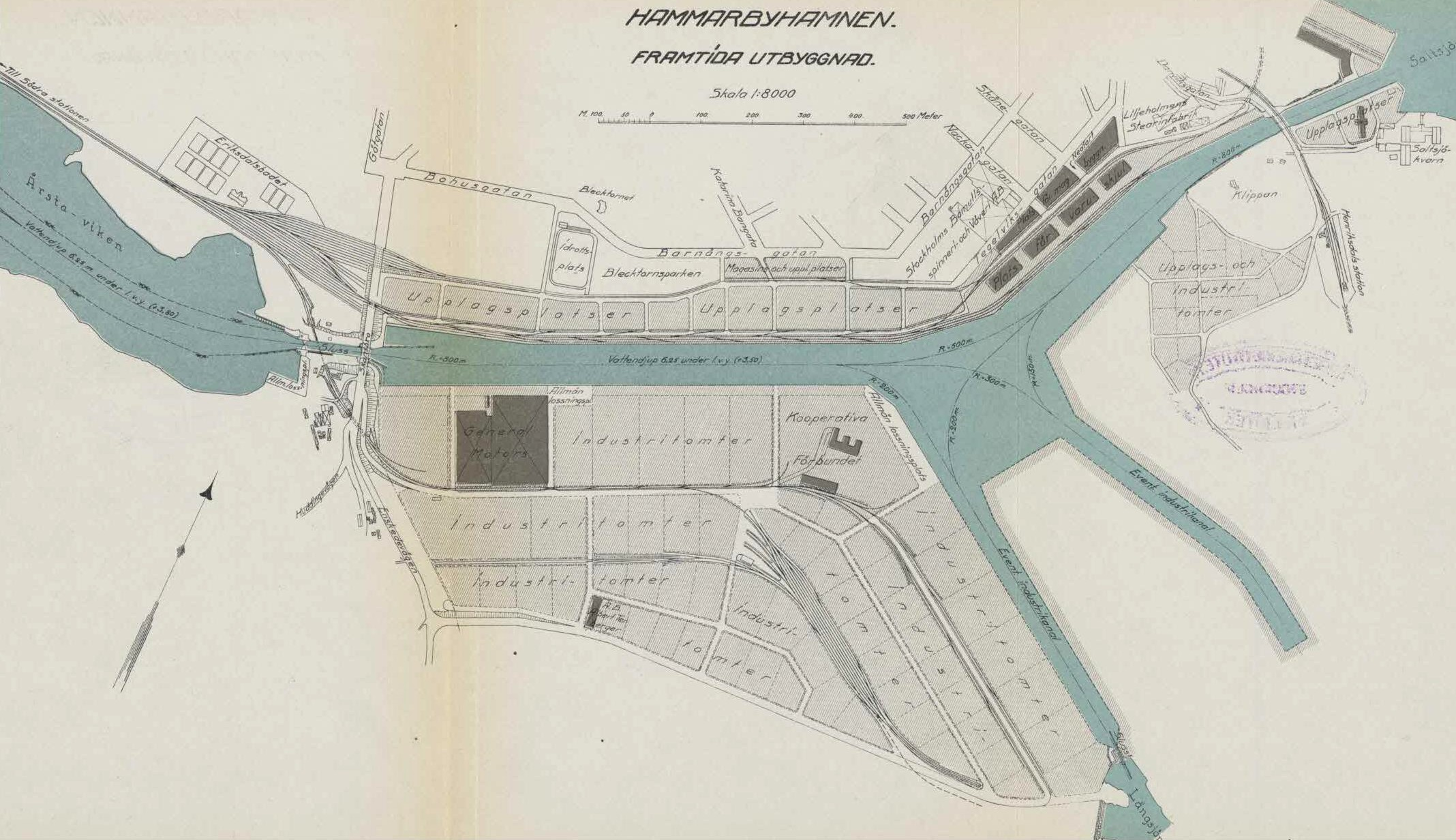
Hammarbyhamnen, planering 1929.

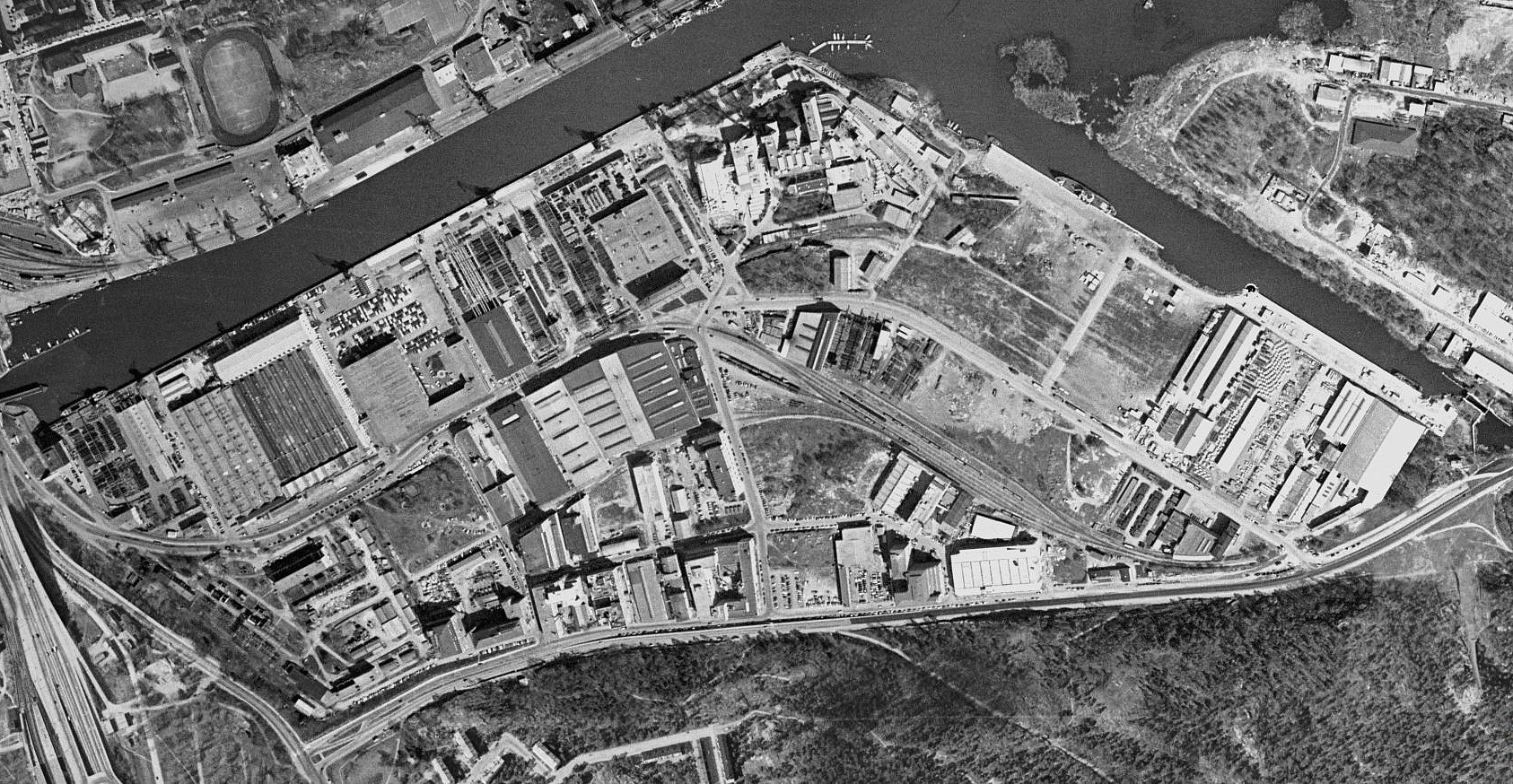
Flygfoto från 1960-talet.

Området tillhörde ursprungligen egendomen Hammarby gård som låg i Nacka landskommun tills den inkorporerades med Stockholms stad den 1 januari 1930.
Vattennivån i Hammarby sjö sänktes under 1920-talet för att skapa Hammarbyleden, en ny farled från Mälaren, via Hammarby sjö ut i Saltsjön/Östersjön. Från Årstaviken leder en Hammarby sluss in i Hammarby sjö och via Danvikskanalen kommer man ut till Saltsjön.
Under årens lopp har stora industrier legat i området. 1928 etablerade General Motors här, och med fartyg från USA kom bildelar som sattes ihop på plats. 1929-1930 uppförde Kooperativa förbundet  Lumalampans glödlampsfabrik och de har använt hamnen för att in- och utlasta sin materiel. På 1940-talet revs Hammarby gård, och in flyttade grossistföretag som Bröderna Edstrand, Bröderna Hedlund, Ahlsells och AB Rylander & Asplund. En konkurrent till Luma, Osram-Elektraverken etablerade sig också.
Men området norr om Sickla kanal, Lugnet planlades aldrig, trots att markägaren upprepade gånger försökte påverka Stockholms kommun att vidta sådana åtgärder. Markägaren Stockholm-Saltsjön AB sålde området till kommunen 1996.
Från 1940 uppfördes 9 punkthus på Danviksklippan, under många år var dessa de enda bostäderna i stadsdelen. Under 1980-talet förändrades området. En del av de ursprungliga företagen hade flyttat ifrån Södra Hammarbyhamnen och mindre företag flyttade in. Företagen erbjöds enbart rivningskontrakt, vilket gjorde att många hus inte underhölls och sakta förföll.

## Bebyggelse

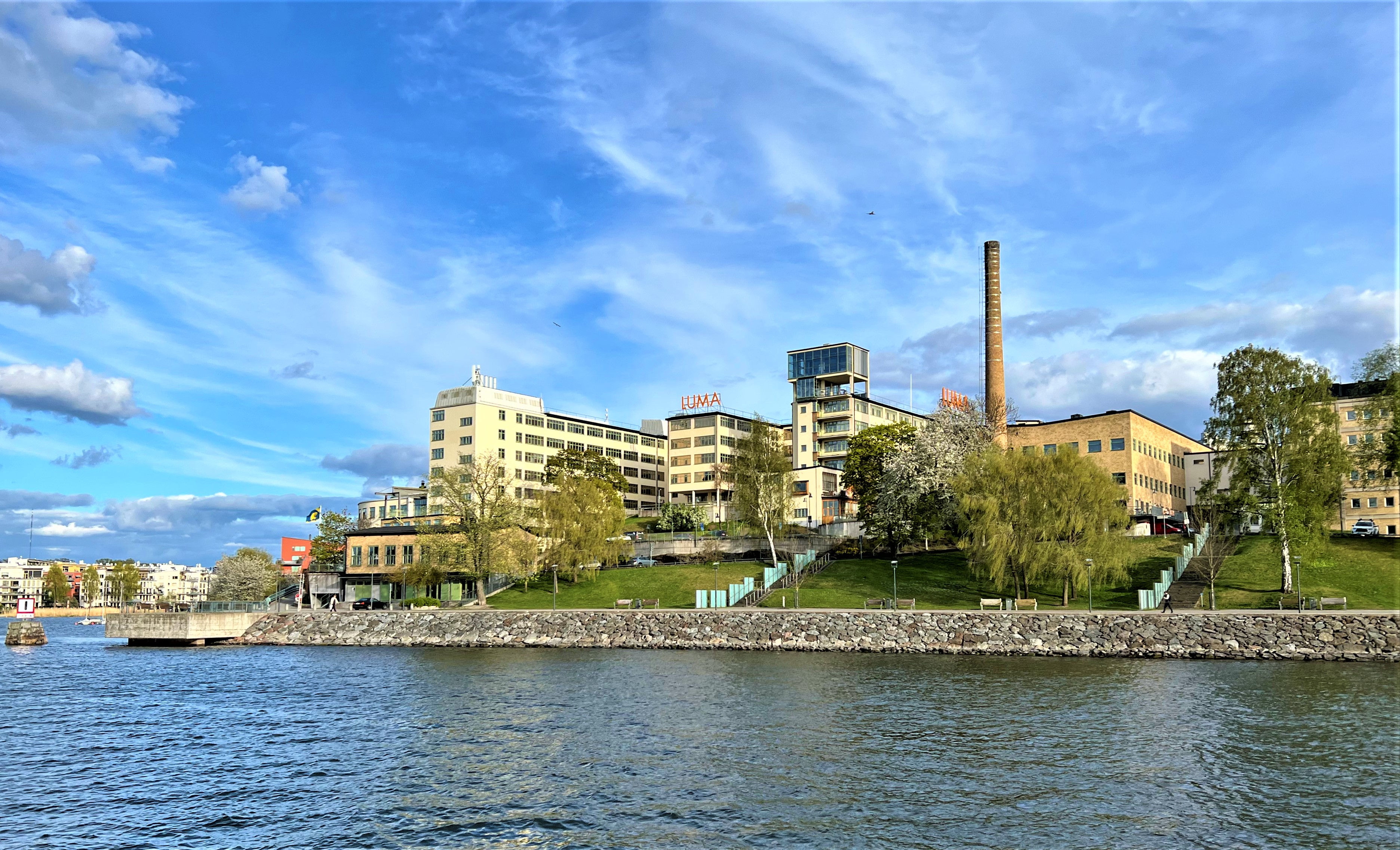
Luma-området sett från Norra Hammarbyhamnen, 2022.

Bostadshusen består uteslutande av flerfamiljshus med en blandning av bostadsrätter och hyresrätter. Området har en innerstadskaraktär samtidigt som gårdarna är gröna och närheten till vattnet påtaglig då många fastigheter är belägna alldeles intill kajen. 
År 1991 tog planerna på att bygga bostäder i området fastare form när stadsbyggnadskontoret presenterade en fördjupad översiktsplan. I utformningen av bostäderna hade man hämtat inspiration från Berlin, man ville bygga slutna kvarter, men med öppna innergårdar. Intresset från politiskt håll var ganska ljumt, men sedan Stockholms kommun 1996 beslutat ansöka om att bli värd för Olympiska sommarspelen 2004 ökade intresset. I planerna ingick att OS-byn skulle ligga i området, samt en ny arena,  Victoriastadion, i Hammarby skidbacke med plats för 30 000 åskådare. Det blev dock Aten som fick arrangera spelen.
En ny översiktsplan togs fram 1998. I den ingår 200 hektar mark mellan Skanstull och Danvikstull på båda sidor av Hammarby sjö. En tredjedel av ytan skall sparas för befintlig verksamhet, den övriga ytan viks för uppförandet av ett helt nytt bostadsområde.
Samma år påbörjas byggandet i delområdet Sickla udde. Innan byggandet kunde starta krävdes en omfattande sanering av marken. Tidigare verksamheter i Lugnets industriområde som bilverkstäder, lackeringsverkstäder, upplag med mera hade lämnat efter sig mycket föroreningar, och saneringen kostade 130 miljoner kronor. Den första inflyttningen sker hösten 2000.
Mellan den 15 augusti och 27 september 2002 var Stockholm värd för bomässan Bostad 02, då 27 visningslägenheter i områdena Luma, Sickla kaj och Sickla udde presenterades för allmänheten. Samma år kunde Tvärbanan, sträckan Gullmarsplan - Sickla udde, invigas.

## Bilder

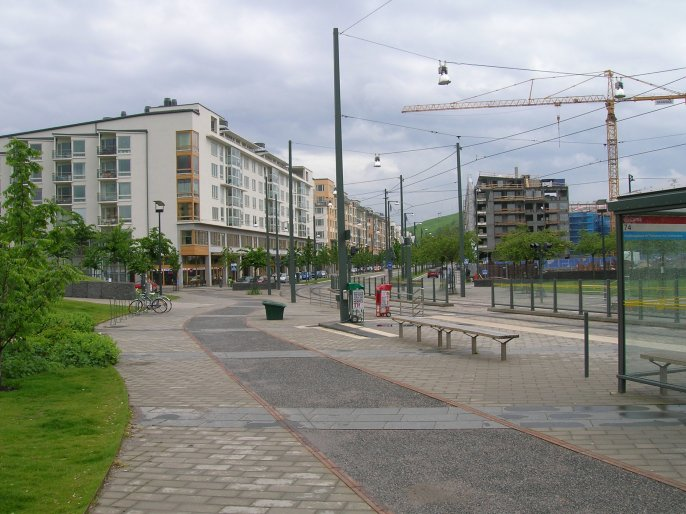
Hammarby allé vid Luma, 2005
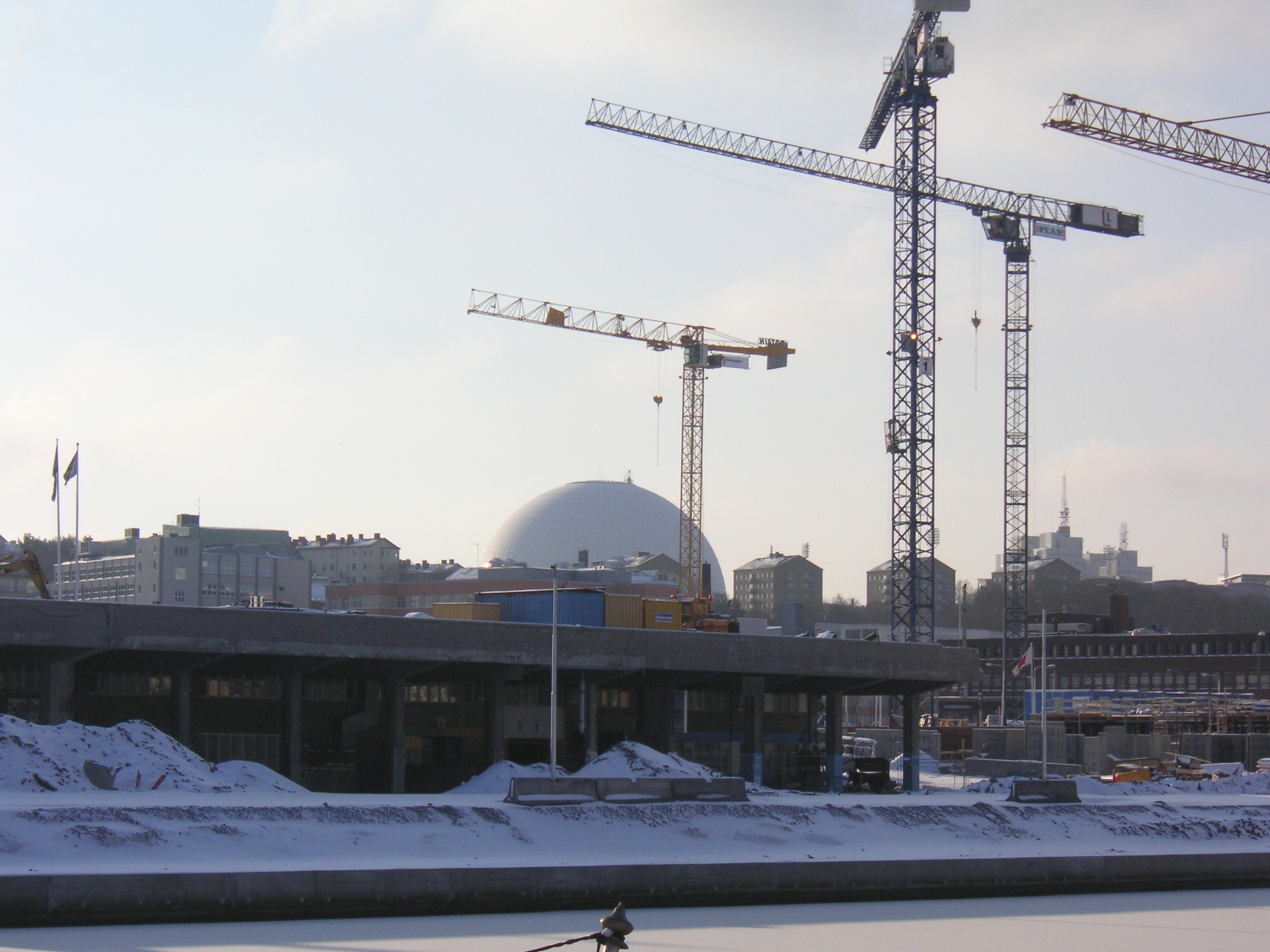
Bebyggelsen under uppförande, 2006
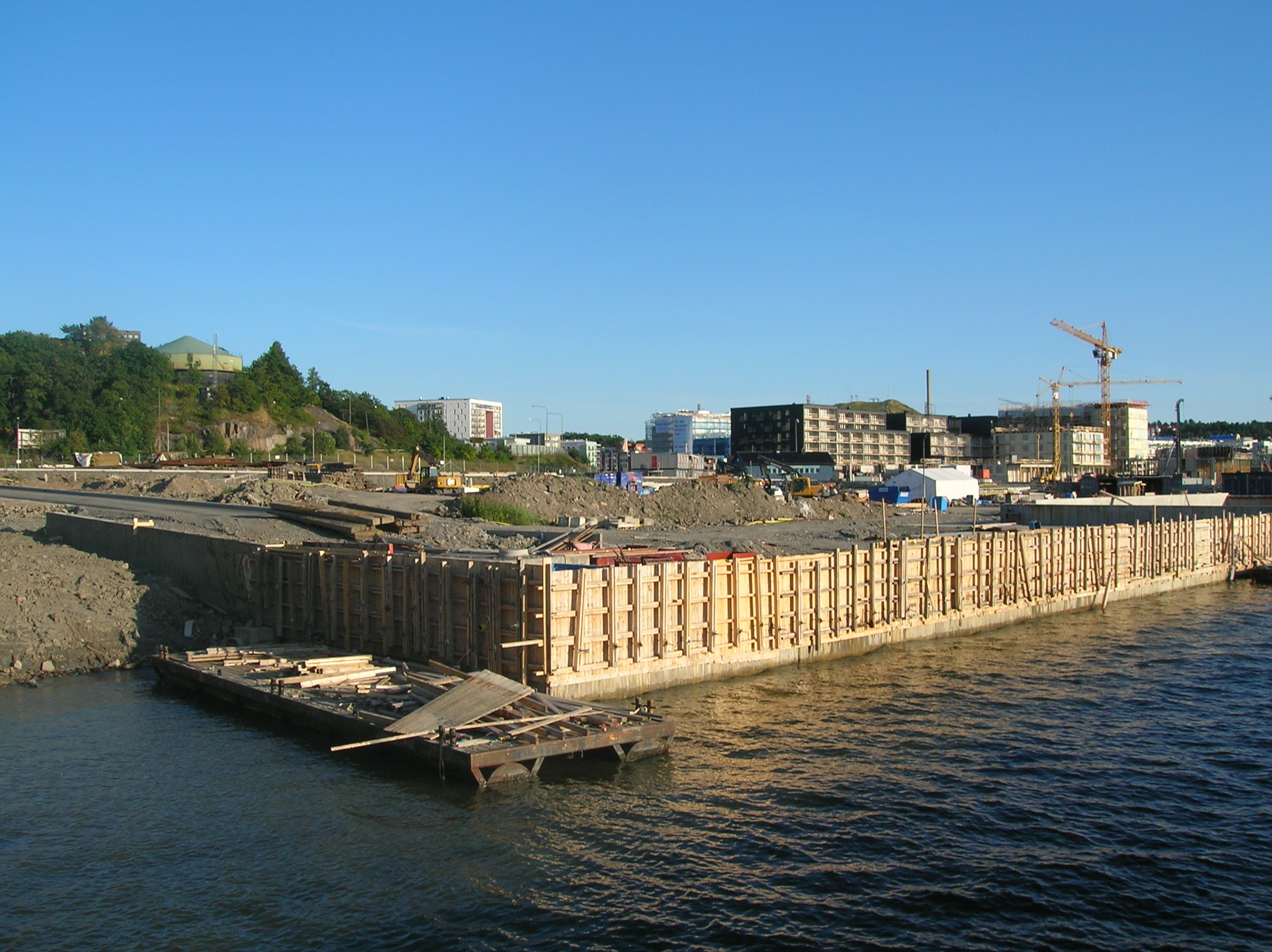
"Per Ludvig Lindgrens terrass", 2009
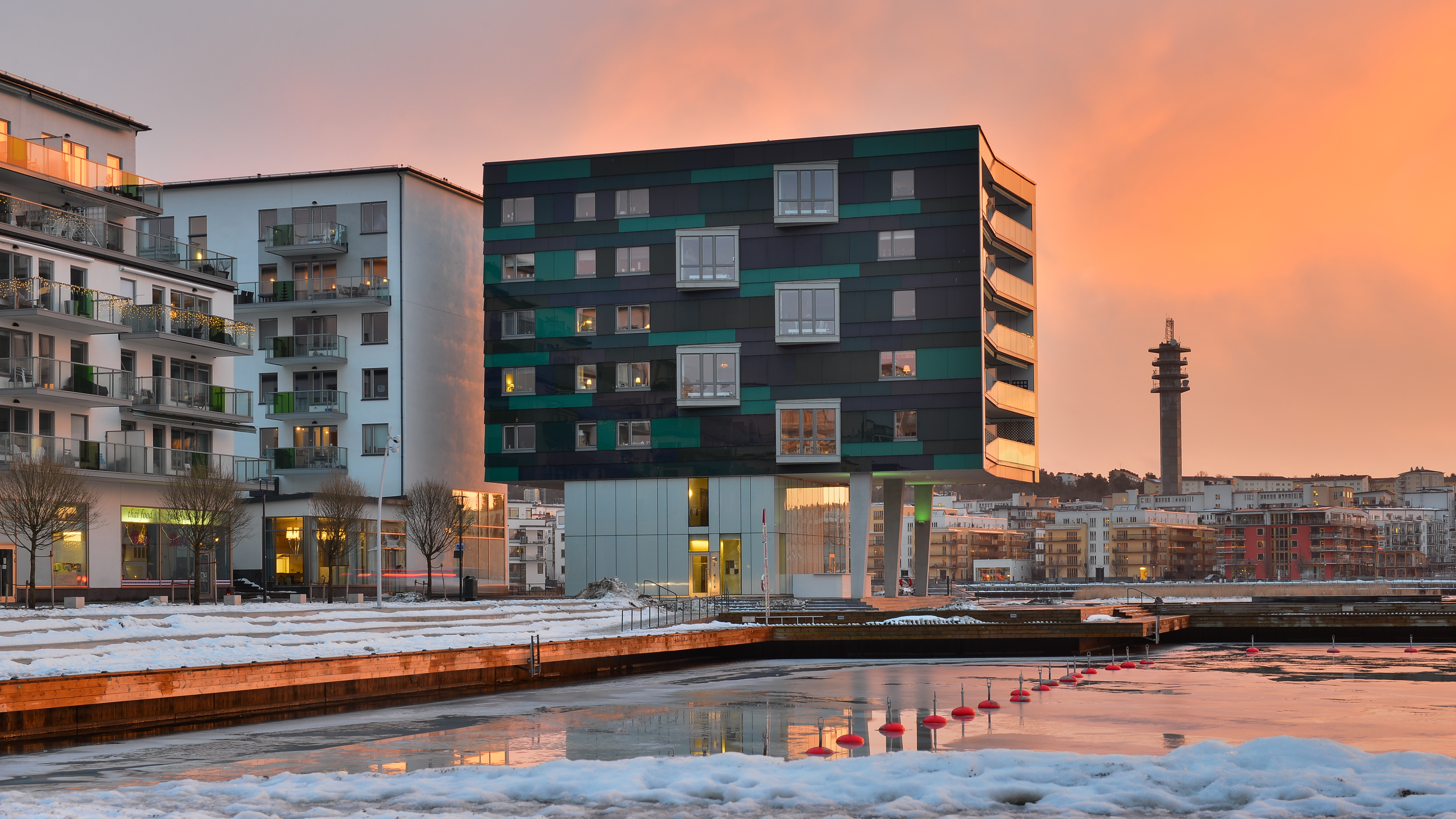
Jan Inghes torg, 2012
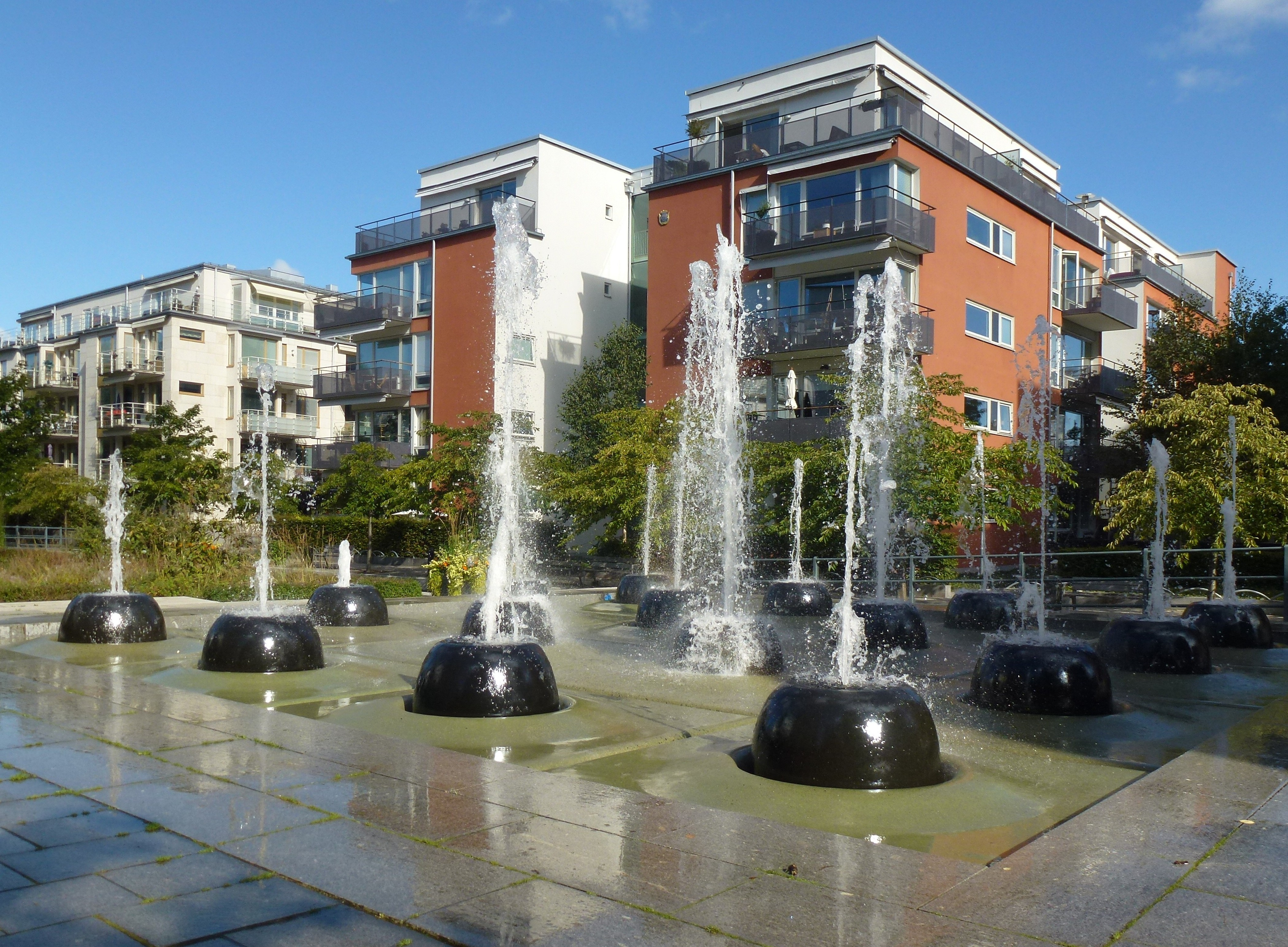
Fontänen "Fält" vid Sjöstadsparterren, 2012

## Hammarby industriområde och dagens hamnverksamhet
Numera[när?] kommer sand till företaget Betongindustri, mindre torrlastfartyg med salt samt tankfartyg med tallbecksolja till Fortums värmeverk, Hammarbyverket. Kajlängden är 790 meter och fartyg med djupgående upp till 4,8–5,5 meter kan lägga till här. I Henriksdalsberget har Stockholm Vatten en stor anläggning, Henriksdals reningsverk.

## Demografi
År 2017 hade stadsdelen cirka 18 600 invånare, varav cirka 20,5 procent med utländsk bakgrund.

## Utbildning
I Södra Hammarbyhamnen finns flera skolor. Kulturamas Musikdramatiska Grundskola, med inriktning på musik, sång, teater och dans, började verksamheten 2001 i den gamla OSRAM-fabriken på Virkesvägen. Sjöstadsskolan är en grundskola som började verksamheten 2006.

## Se även

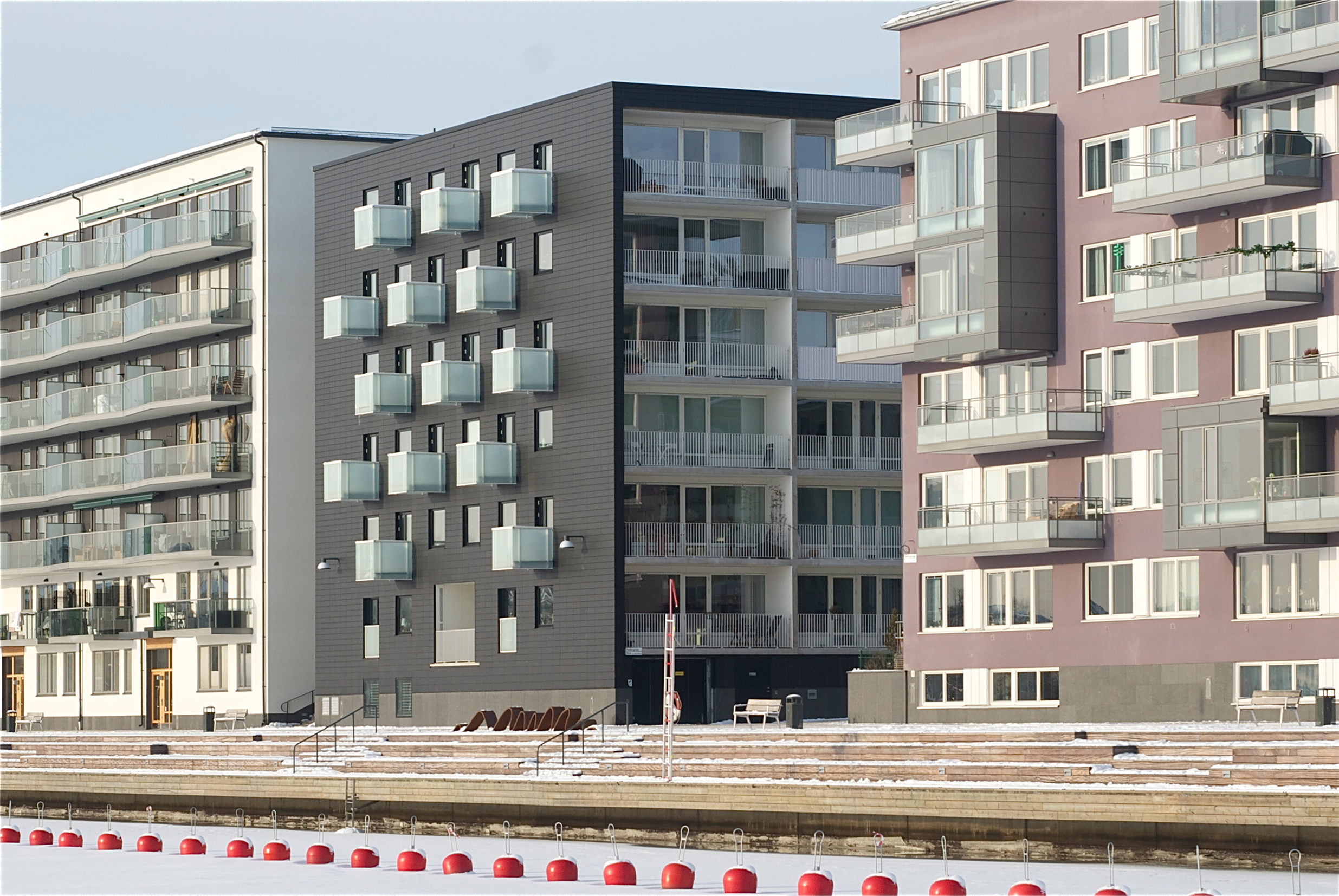
Bostadshus i Henriksdalshamnen som färdigställdes kring 2010.

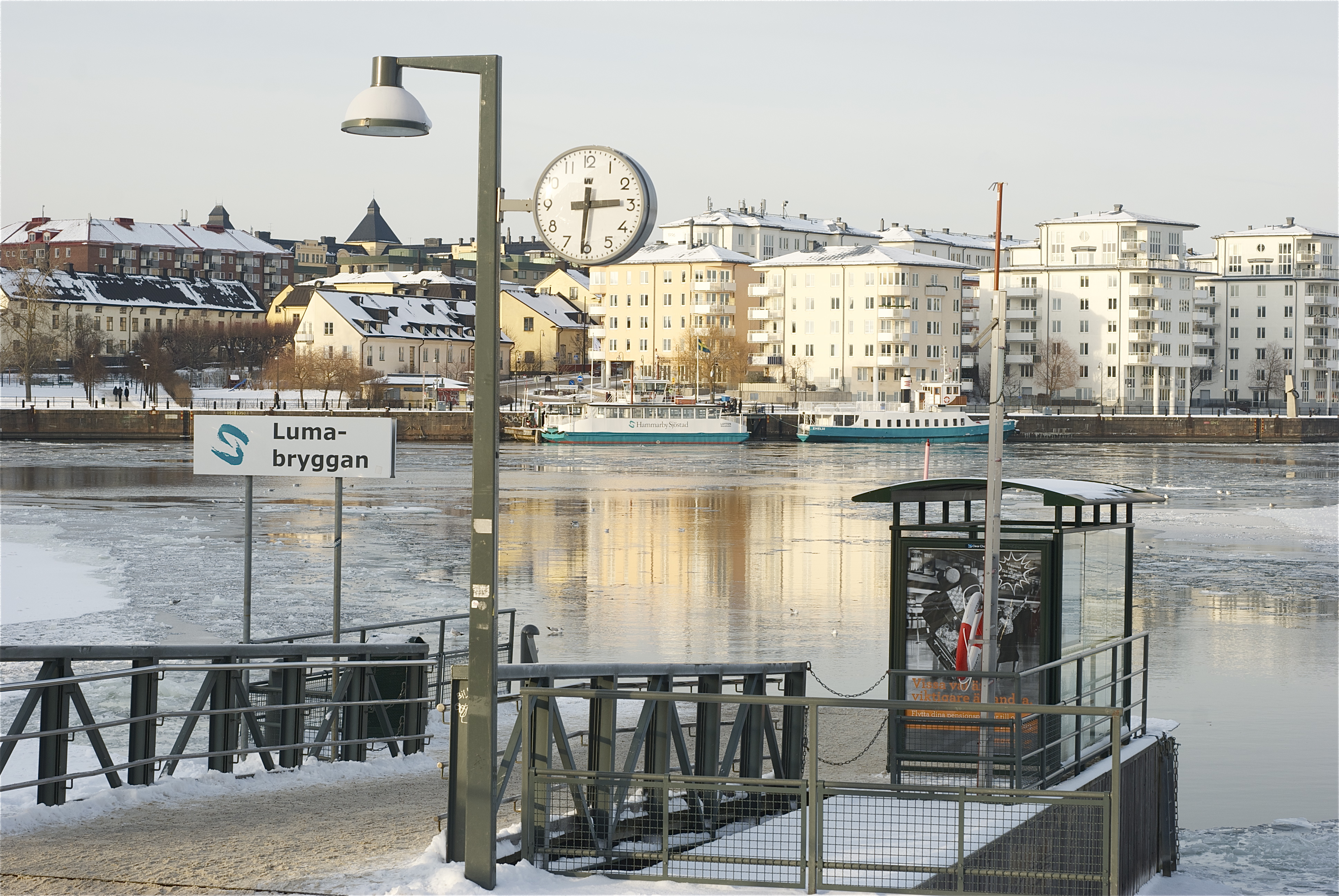
Luma Brygga med färjeförbindelse över till Norra Hammarbyhamnen (Södermalm).